# Charles Klincksieck
Charles Klincksieck est un libraire et éditeur français, né à Paris le 18 octobre 1844, et mort dans la même ville le 1er avril 1932.

## Biographie
Charles Klincksieck est le fils de libraire Friedrich Klincksieck (1813-1874). Il est né dans l'immeuble où se trouvait la librairie de son père, rue de Lille. Il a été formé au métier de libraire par son père. Ce dernier était le principal fournisseur de livres parus à l'étranger pour la bibliothèque de l'Université de Paris. Elle apportait chaque mercredi les suites des ouvrages déjà fournis à la bibliothèque de la Sorbonne, ceux qu'elle avait commandés ainsi que les ouvrages que la librairie trouvait intéressante pur les examens des différentes agrégations. Jules de Chantepie du Dézert, directeur de la bibliothèque de la Sorbonne de 1885 à 1904, avait qualifié cette livraison de chronométrique.
La librairie de Charles Klincksieck est spécialisée dans la diffusion des livres étrangers. Elle a voulu se développer dans la publication de collections de livres en français. 
L'Académie des inscriptions et belles-lettres édite des ouvrages de haute érudition intéressant peu les grands éditeurs français. Aussi la commission des travaux littéraires de l'Institut de France a choisi Charles Klincksieck comme dépositaire de ses publications. Elle a obtenu des succès avec certaines de ses publications comme la Syntaxe latine d'Othon Riemann, une édition de l’Hecyra de Térence, ou le Dictionnaire étymologique de la langue latine d'Antoine Meillet et de Alfred Ernout.
Les directeurs successifs de la bibliothèque de la Sorbonne, Léon Renier (de 1860 à 1885), Jules de Chantepie (entre 1885 et 1904) et Émile Chatelain (de 1904 à 1926), le considéraient comme un collaborateur précieux.
En 1845, Friedrich Klincksieck avait accueilli la Revue de philologie, de littérature et d'histoire anciennes de Léon Renier. Édouard Tournier, maître de conférence à l'École normale supérieure, directeur d'études de philologie grecque à l'École pratique des hautes études, souhaitait faire connaître aux philologues français les articles publiés dans plusieurs centaines de revues. Il a demandé à Charles Klincksieck d'en être l'éditeur qui a accepté à condition de reprendre le titre de la Revue de philologie qui ne paraissait plus depuis plusieurs années et d'en élargir le cadre, à partir de 1877.
Après un demi-siècle de direction de sa librairie, il l'a transmise en 1920 à son fils Fredy Klincksieck (1879-1943).